# Королюк, Юрий Викторович
Юрий Викторович Королюк (бел. Юрый Віктаравіч Каралюк; род. 10 января 1990 года, Брест) — белорусский футболист, нападающий.

## Карьера

### Клубная карьера
С 2008 года играл за брестское «Динамо». Не попадал в основной состав и в 2010 году перешёл в пинскую «Волну». Отлично проявил себя в сезоне 2011, став лучшим бомбардиром Первой лиги.
В январе 2012 года подписал контракт с «Торпедо-БелАЗ». Не смог закрепиться в основе жодинского клуба и в августе того же года вновь оказался в Первой лиге, на этот раз в аренде в микашевичском «Граните».
По окончании сезона 2012 вернулся в Жодино, но начало сезона 2013 пропустил из-за травмы. В июле 2013 года контракт с «Торпедо-БелАЗ» был расторгнут, и в скором времени Королюк вернулся в «Волну». В ноябре того же года контракт с «Волной» был разорван.
Сезон 2014 начал во Второй лиге в составе «Кобрина». Однако в июле начал тренироваться с «Волной» и вскоре очередной раз вернулся в пинский клуб, но уже в октябре 2014 года покинул «Волну» и завершил профессиональную карьеру.

### В сборной
С 2011 по 2012 играл за молодёжную сборную Беларуси.

## Достижения
- Лучший бомбардир Первой лиги: 2011 (21 мяч)